# Tähtiin kirjoitettu
Tähtiin kirjoitettu è il terzo album in studio della cantante finlandese Saija Varjus, pubblicato nel 2000 su etichetta discografica Mediamusiikki.

## Tracce
1. Kuiskaten – 3:58
2. Mustat helmet – 3:03
3. Elämään suurempaan – 3:43
4. Viimeinen malja – 3:38
5. Kauriinmetsästäjä – 3:21
6. Valvon vaan – 3:44
7. Näin käydä voi rakastuneille – 3:42
8. Kun tulee lauantai – 3:26
9. Naamiot – 3:31
10. Voit mua auttaa – 3:40
11. Turhaan kiirehditään – 3:40
12. Tähtiin kirjoitettu – 3:48

## Classifiche
| Classifica (2000) | Posizione massima |
| ----------------- | ----------------- |
| Finlandia         | 32                |